# Triade Macdonald
Pour les articles homonymes, voir MacDonald.
La triade Macdonald (également connue sous le terme de triade de sociopathie) est un ensemble de trois caractéristiques comportementales habituellement associées, si présentes en même temps, à des prémices de violence. Cette triade a été pour la première fois intronisée par John M. Macdonald dans son extrait intitulé The Threat to Kill, diffusé dans l'American Journal of Psychiatry vers l'année 1963.
La triade associe cruauté envers les animaux, pyromanie et énurésies nocturnes persistantes après l'âge de cinq ans, ainsi que des comportements violents particulièrement homicidaires. Cependant, d'autres études ne trouvent aucun lien significatif entre la triade et les individus violents. Néanmoins, certains tueurs en série montrent au moins l'un de ces symptômes durant l'enfance. Par exemple, des individus tels que Richard Kuklinski, Dennis Rader et Gary Ridgway se sont livrés à des actes de cruautés envers des animaux,.
Dans une étude menée sur des patients hospitalisés, Macdonald s'est intéressé aux patients qui menaçaient de tuer plutôt qu'à ceux qui étaient déjà passés à l'acte, bien que certains de ces patients aient plus tard commis un homicide. Son étude a été menée sur quarante-huit patients psychotiques et cinquante-deux patients non psychotiques. Il découvre que les patients qui ont le plus menacé exposaient trois caractéristiques qui remontent à leur enfance. Ces facteurs impliquent l'énurésie nocturne, pyromanie et la torture de petits animaux. Macdonald rapporte que la triade, même si tous les symptômes étaient présents, ne conduirait pas à l'homicide. Cependant, deux autres psychiatres, Hellman et Blackman, affirment le contraire et théorisent que l'énurésie est une forme de sadisme ou d'hostilité.
D'autres études découvrent que ces comportements sont souvent le résultat de négligence, cruauté ou traumatisme parentaux et que de tels événements pourraient conduire à l'homicide.

## Caractéristiques

### Cruauté envers les animaux
L'agent du FBI Alan Brantly considère que certains individus tuent des animaux dans le but de tuer des humains plus tard. La cruauté envers les animaux est principalement utilisée pour calmer la frustration et la colère ; pareil en ce qui concerne la pyromanie. Des périodes prolongées d'humiliation ont été dénombrées chez les enfants qui se sont livrés à des actes de cruauté envers des animaux. Durant leur enfance, les tueurs en série ne peuvent retourner l'humiliation à leurs oppresseurs, ils choisissent alors de les rendre aux animaux car ils les perçoivent comme faibles et vulnérables. La sélection d'une future victime est déclenchée dès le jeune âge. Des études ont montré que les tueurs en série se livrant à une cruauté envers les animaux utilisent la même méthode concernant leurs victimes humaines, comme ils l'ont fait pour leurs victimes animales.
Wright et Hensley (2003) nomment trois thèmes récurrents de cinq cas dans leur étude : durant l'enfance, l'individu cache sa frustration car la personne qui l'a humilié était trop forte pour être mise à terre ; il regagne du contrôle et du pouvoir en torturant et tuant des animaux ; il gagne de l'estime et le pouvoir nécessaire pour faire souffrir un animal faible ou vulnérable – la même chose peut se faire mais cette fois-ci chez les humains.

### Énurésie
L'énurésie est une « miction involontaire, persistante après l'âge de cinq ans. » Plus loin, elle se manifeste consécutivement deux fois par semaine durant au moins trois mois.

### Pyromanie
Pour Singer et Hensley (2004), la pyromanie n'est pas une cause ou prémisse sérieuse d'agression. De nombreux tueurs en série auraient auparavant souffert de périodes prolongées d'humiliation durant leur enfance. Ces épisodes répétitifs d'humiliation peuvent conduire à des sentiments de frustration et de colère qui ont besoin d'être libérées pour retourner à un état normal d'estime de soi.

## Dans la culture populaire
Carl Gallagher personnage de la série télévisée Shameless s'adonne aux trois comportements de la triade Macdonald durant les premières saisons de la série.